# Houston Oilers 1978
La stagione 1978 degli Houston Oilers è stata la ottava della franchigia nella National Football League, la 18ª complessiva. La squadra fu trascinata dal running back rookie Earl Campbell, scelto come primo assoluto nel Draft NFL 1978 che corse 1.450 yard, venendo premiato sia come giocatore offensivo dell'anno che come rookie offensivo dell'anno. Gli Oilers si qualificarono per i playoff con un record di 10-6 record grazie alla nuova wild card introdotta in questa stagione. Lì batterono prima i Miami Dolphins, 17-9, e poi i New England Patriots 31-14 in trasferta. Nella loro prima finale della AFC furono eliminati con un perentorio 34-5 dai Pittsburgh Steelers futuri vincitori del Super Bowl.

## Roster
| Roster degli Houston Oilers nel 1978 |
| --- |
| Quarterback - 14 Gifford Nielsen - 7 Dan Pastorini Running Back - 34 Earl Campbell - 26 Rob Carpenter FB - 47 Ronnie Coleman - 28 Anthony Davis - 31 Brian Duncan FB - 24 Alvin Maxson - 39 Larry Poole - 46 Robert Turner - 45 Tim Wilson FB Wide Receiver - 00 Ken Burrough - 88 Rich Caster - 81 Johnnie Dirden - 84 Billy Johnson - 29 Guido Merkens - 82 Mike Renfro Tight End - 86 Mike Barber - 87 Conrad Rucker Offensive Linemen - 58 David Carter C - 60 Ed Fisher G - 70 Conway Hayman G/T - 55 Carl Mauck C - 64 George Reihner G - 73 Greg Sampson T - 62 John Schuhmacher G - 76 Morris Towns G/T Defensive Linemen - 65 Elvin Bethea DE - 78 Curley Culp NT - 69 Andy Dorris DE - 71 Ken Kennard NT - 77 James Young DE Linebacker - 63 Steve Baumgartner OLB - 54 Gregg Bingham ILB - 52 Robert Brazile OLB - 57 Steve Kiner ILB - 53 Art Stringer ILB - 51 Ted Thompson ILB - 59 Ted Washington OLB Defensive Back - 19 Willie Alexander CB - 20 Bill Currier SS - 15 Al Johnson DB - 25 Kurt Knoff SS - 37 Mike Reinfeldt FS - 27 Greg Stemrick CB - 38 C.L. Whittington FS - 33 J.C. Wilson CB Special Team - 16 Toni Fritsch K - 18 Cliff Parsley P |
| Legenda - I rookie sono in corsivo. - Il primo ruolo è il principale mentre gli eventuali successivi indicano i ruoli secondari. - (IR) sta per Injured Reserve ed indica la lista ristretta per un solo giocatore infortunato che può tornare ad allenarsi dopo la settimana 6 e a rientrare in prima squadra dopo che questa ha giocato 8 partite. - (NF-Inj.) / (NF-Ill.) stanno rispettivamente per Non-Football Injured e Non-Football Illness ed indicano le liste dove viene inserito un giocatore che ha un infortunio o una malattia non dipendente dal football americano. - (PUP) sta per Physically Unable to Perform ed indica la lista dove viene inserito un giocatore mentre è in attesa di recuperare la condizione fisica. Nella stagione regolare dopo la sesta partita giocata dalla propria squadra, il giocatore ha tempo tre settimane per riprendere ad allenarsi, più tre settimane aggiuntive dal suo rientro agli allenamenti per rientrare in prima squadra. |

Fonte:

## Calendario

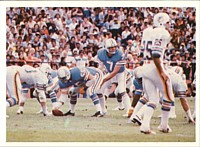
Il quarterback Dan Pastorini nel turno delle wild card dei playoff 1978

| Stagione regolare |                         |      |           |         |                   |        |
| Turno             | Avversario              | Ris. | P. Oilers | P. avv. | Primi down Oilers | Record |
| 1                 | at Atlanta Falcons      | S    | 14        | 20      | 13                | 0–1    |
| 2                 | at Kansas City Chiefs   | V    | 20        | 17      | 15                | 1–1    |
| 3                 | San Francisco 49ers     | V    | 20        | 19      | 23                | 2–1    |
| 4                 | Los Angeles Rams        | S    | 6         | 10      | 10                | 2–2    |
| 5                 | at Cleveland Browns     | V    | 16        | 13      | 20                | 3–2    |
| 6                 | at Oakland Raiders      | S    | 17        | 21      | 20                | 3–3    |
| 7                 | Buffalo Bills           | V    | 17        | 10      | 17                | 4–3    |
| 8                 | at Pittsburgh Steelers  | V    | 24        | 17      | 22                | 5–3    |
| 9                 | at Cincinnati Bengals   | S    | 13        | 28      | 15                | 5–4    |
| 10                | Cleveland Browns        | V    | 14        | 10      | 18                | 6–4    |
| 11                | at New England Patriots | V    | 26        | 23      | 24                | 7–4    |
| 12                | Miami Dolphins          | V    | 35        | 30      | 23                | 8–4    |
| 13                | Cincinnati Bengals      | V    | 17        | 10      | 17                | 9–4    |
| 14                | Pittsburgh Steelers     | S    | 3         | 13      | 9                 | 9–5    |
| 15                | at New Orleans Saints   | V    | 17        | 12      | 16                | 10–5   |
| 16                | San Diego Chargers      | S    | 24        | 45      | 14                | 10–6   |

## Classifiche
| AFC Central            | AFC Central | AFC Central | AFC Central | AFC Central | AFC Central | AFC Central | AFC Central | AFC Central | AFC Central |
|                        | V           | S           | P           | %           | DIV         | CONF        | PF          | PS          | Str.        |
| ---------------------- | ----------- | ----------- | ----------- | ----------- | ----------- | ----------- | ----------- | ----------- | ----------- |
| Pittsburgh Steelers(1) | 14          | 2           | 0           | .875        | 5–1         | 11–1        | 356         | 195         | V5          |
| Houston Oilers(5)      | 10          | 6           | 0           | .625        | 4–2         | 8–4         | 283         | 298         | S1          |
| Cleveland Browns       | 8           | 8           | 0           | .500        | 1–5         | 4–8         | 334         | 356         | S1          |
| Cincinnati Bengals     | 4           | 12          | 0           | .250        | 2–4         | 2–10        | 252         | 284         | V3          |

## Premi
- Earl Campbell:

giocatore offensivo dell'anno
rookie offensivo dell'anno